# Ileostylus micranthus
Ileostylus es un género monotípico de arbustos  pertenecientes a la familia Loranthaceae. Su única especie: Ileostylus micranthus Tiegh., es originaria de Nueva Zelanda.

## Descripción
Es una planta hemiparásita epífita. Las hojas son opuestas, coriáceas. La inflorescencia es axilar, cimosa -paniculada. Las flores son hermafroditas y actinomorfas. El cáliz con un borde cilíndrico, truncado. Con 4 pétalos libres. El fruto es una baya.

## Distribución y hábitat
Se encuentra en Nueva Zelanda y la Isla Norfolk donde parasita la especie Avicennia tomentosa en las orillas del  Kanakana River.

## Taxonomía
Ileostylus micranthus fue descrita por Philippe Édouard Léon Van Tieghem  y publicado en Bulletin de la Société Botanique de France 41: 483, 489 en el año 1894.
Etimología
Ileostylus: nombre genérico que deriva de las palabras griegas eileos ( espiral) y stylos (estilo), en alusión al estilo retorcido en este género.
micranthus: epíteto latíno que significa "con flores pequeñas"